# Amplitud
Amplitud är avståndet mellan ett ytterläge och ett nolläge i en svängningsrörelse. Den motsvarar hos havsvågor avståndet mellan vågtoppen (eller vågdalen) och dess mittläge (motsvarande havsytan på ett stilla hav) och utgör således halva våghöjden. Amplitud kan även definieras som "ett icke-negativt skalärt mått på en oscillerande vågs höjd".

## Definitioner
Avståndet y är amplituden av vågen. Ibland benämns denna höjd för toppvärde (û) för att skilja det mellan effektivvärdet som används inom elektroteknik. 
Det finns några sätt att formalisera uttrycket amplitud:
1. amplituden av en våg är absolutvärdet av dess höjd, motsvarande den största elongationen (avvikelsen från jämviktsläget) hos en punkt.
2. amplituden är absolutvärdet av vågens förskjutningshöjd mätt relativt dess medelvärde. Ofta används medelvärde = (förskjutning)max – (förskjutning)min (deviationen).
3. amplituden är halva absolutvärdet av medelhöjden mellan maximala och minimala elongationen.

Deviation förväxlas ibland med sving, som är lika med den dubbla deviationen ("topp–till–topp-värdet"). I vissa tekniska sammanhang menas med deviation effektivvärdet av amplituden. Detta är förvirrande, och litteraturuppgifter måste tolkas källkritiskt.
Definition 3 är den standardiserade definitionen för fysikaliska fenomen.
För en simpel sinusvåg på formen
{\displaystyle y=A\cdot \sin(\omega t+\varphi )+b}
är A amplituden.